# Album title goes here
Album title goes here (zapisywane jako > album title goes here <) – szósty album kanadyjskiego producenta muzycznego Joela Zimmermana, znanego szerzej pod pseudonimem deadmau5. Premiera albumu miała miejsce 24 września 2012 roku.

## Lista utworów
1. "Superliminal" - 6:33
2. "Channel 42" (deadmau5 + Wolfgang Gartner) - 4:51
3. "The Veldt" (8 Minute Edit) (feat. Chris James) - 8:41
4. "Fn Pig" - 8:52
5. "Professional Griefers" (feat. Gerard Way) - 4:06
6. "Maths" - 6:54
7. "There Might Be Coffee" - 7:03
8. "Take Care of the Proper Paperwork" - 7:13
9. "Closer" - 7:12
10. "October" - 7:23
11. "Sleepless" - 4:15
12. "Failbait" (feat. Cypress Hill) - 4:51
13. "Telemiscommunications" (deadmau5 + Imogen Heap) - 4:07

Bonusowe utwory iTunes
1. "Strobe" (na żywo) - 4:55
2. "The Veldt" (Tommy Trash Remix) (feat. Chris James) - 6:45
3. "Professional Griefers" (Radio Edit) (feat. Gerard Way) - 3:02